# 前立腺結石
前立腺結石（ぜんりつせんけっせき）とは、前立腺に結石ができる病気のことである。

## 原因
膀胱の出口が十分に解放されないで排尿すると、前立腺部尿道内にジェット流が発生する。ジェット流は尿道粘膜に渦流で粘膜障害を与え、そこに尿中の石灰成分が沈着し結晶化するため、それが大きくなると前立腺結石になる。

## 症状
排尿障害、血行障害。

## 診断
結石が小さい場合、超音波の検査でも見つけられないことが多い。大きな結石になったり数が増えた場合に超音波検査で発見される。

## 治療
結石のために前立腺の分泌腺が詰まると、慢性前立腺炎になる場合もあるため、手術で結石を取り除いておくことが有効である。結石を取る場合には開腹手術を行なう。